# Kathedraal van Funchal
De Kathedraal van Funchal (Portugees: Sé do Funchal) is een van de oudste nog bestaande bouwwerken van het Portugese eiland Madeira. Het staat in de hoofdplaats Funchal.
Deze kerk werd eind 15e eeuw gebouwd in opdracht van koning Emanuel I. In 1512 stond het bouwwerk klaar, op de toren na; die was pas in 1518 gereed. De kerk beschikt over een zilveren processiekruis, dat door koning Emanuel I werd geschonken.